# Байлинген
Байлинген (нем. Beilingen) — община в Германии, в земле Рейнланд-Пфальц.
Входит в состав района Айфель-Битбург-Прюм. Подчиняется управлению Шпайхер. Население составляет 361 человек (на 31 декабря 2010 года). Занимает площадь 4,31 км².